# Pericú

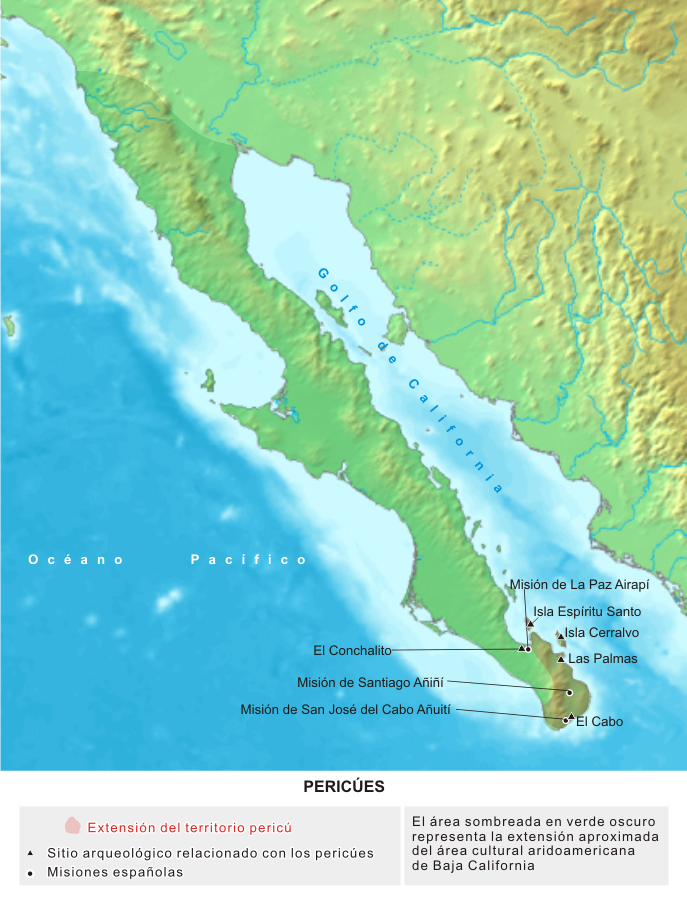
Localización del territorio pericú.

Los pericúes —conocidos también como edúes y coras— fueron una etnia que habitó en el extremo sur de la península de Baja California —en la región de Los Cabos—, al noroeste de México. Los pericúes desaparecieron como grupo en la segunda mitad del siglo XVIII. Existen algunos testimonios del idioma pericú, pero son insuficientes para poder clasificar filogenéticamente su lengua. De los informes que han llegado hasta nuestros días acerca de ellos, se sabe que vivían con gran austeridad debido a que el medio del sur de Baja California es muy hostil. No conocían la agricultura y la base de su subsistencia era la caza y la recolección. Según algunas hipótesis (Fujita, 2006), es posible que los pericúes fuesen descendientes directos de los primeros grupos humanos que pasaron de Asia a América además está cultura forma parte de las tres principales en Baja California Sur

## Territorio
La punta sur de la península californiana, desde Cabo San Lucas hasta el Cabo Pulmo, junto con las grandes islas del sur del golfo de California –como Cerralvo, Espíritu Santo, Partida y San José– han sido reconocidas como el territorio étnico de los extintos pericúes. William C. Massey (1949) pensaba que la porción oriental de Los Cabos, incluidas la bahía de Las Palmas y la bahía Ventana, fueron ocupadas por el grupo guaicuriano conocido como cora –no confundir con los coras de Nayarit–. En investigaciones más recientes, se ha encontrado que la evidencia etnohistórica apunta a que los cora en realidad eran un grupo de filiación –o incluso, sinónimo de– pericú (Laylander 1997).
El estatus de la región de La Paz es incierta. Massey la asignaba a grupos guaicuras, ya fueran los coras o los aripes. W. Michael Mathes (1975) argumentaba que La Paz debió ser ocupada por los pericúes durante los siglos XVI y XVII, pero que posteriormente debió ser ocupada por los guaicuras, alrededor de los años 1668 y 1720. Una interpretación alternativa es que La Paz (llamada Airapí por los indígenas) fue un territorio que se encontraba en disputa por los pericúes y los guaicuras por la época en que llegaron los españoles a la región.

## Idioma

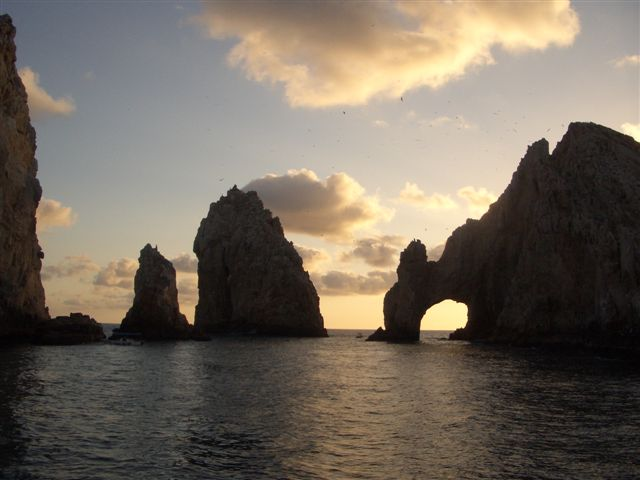
La región de Los Cabos (extremo sur de la península de California) fue el ámbito dónde se habitó el pueblo pericú hasta su extinción en el. En la imagen, el arco de Cabo San Lucas, sitio que en la lengua de los indígenas era conocido como Yenecamú.

La evidencia relacionada con el idioma pericú es muy limitada, y está integrada por unas pocas palabras registradas por los misioneros y alrededor de una docena de nombres que designan a otras tantas localidades de Baja California Sur (León-Portilla 1976; ). Los misioneros jesuitas reconocieron que el pericú era un idioma distinto del guaicura. William C. Massey (1949) sugería que el Pericú y el guaicura debieron constituir una familia lingüística a la que llamó guaicuriana, pero al parecer, esta afinidad se planteó sólo con base en la proximidad geográfica.

### Topónimos pericúes en Baja California Sur
- Aiñiní: nombre indígena del sitio en el que se construyó la misión de Santiago de los Coras.
- Anicá: nombre de una ranchería indígena.
- Añuití: nombre pericú del sitio donde se construyó la misión de San José, cerca de la actual ciudad sudcaliforniana de San José del Cabo.
- Caduaño: topónimo de un pueblo moderno, localizado en el municipio de Los Cabos (Baja California Sur). Significa Cañada Verde.
- Calluco.
- Cunimniici: nombre de una cadena de montañas localizada en territorio pericú.
- Eguí.
- Marinó: nombre indígena para los montes de Santa Ana (Baja California Sur).
- Purum: topónimo que designaba a un conjunto montañoso y a una ranchería indígena.
- Yeneca: topónimo de una ranchería.
- Yenecamú: topónimo indígena de Cabo San Lucas.

## Historia

### Historia precolombina
El registro arqueológico en el territorio pericú se extiende hasta los principios del Holoceno, hace cerca de 10 mil años, y persiste hasta el Pleistoceno tardío (Fujita 2006). Los distintivos cráneos hiperdolicefálicos (cabezas alargadas) encontradas en algunos entierros de la región de Los Cabos sugiere a algunos expertos que los ancestros de los pericúes fueron migrantes trans-pacíficos o remanentes de algunos de los primeros colonos de América. (González-José et. al., 2003; Rivet, 1909). Los emblemáticos entierros del Complejo Las Palmas, que se relacionan con entierros secundarios pintados con ocre rojo depositados en cavernas o abrigos rocosos, son particularmente notables (Massey, 1955). El uso continuo del átlatl al lado del arco y flecha, persistió hasta finales del siglo XVIII, mucho tiempo después de que muchos pueblos indígenas habían abandonado su uso en América del Norte. Este rasgo ha sido interpretado como una expresión del excepcional grado de aislamiento del extremo sur de la península de California (Massey 1961).
Harumi Fujita (2006) ha delineado el cambio de patrones en la explotación de recursos marítimos y los asentamientos en la región de Los Cabos durante la época precolombina. De acuerdo con Fujita, alrededor del año 1000 de nuestra era, cuatro grandes centros de importancia socioeconómica y ceremonial surgieron en Los Cabos: Cabo San Lucas, Cabo Pulmo, Airapí (La Paz) e Isla del Espíritu Santo.

### Historia posterior a la conquista española

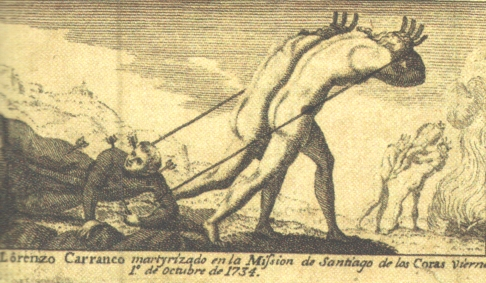
Martirio de Lorenzo Carranco, el 1 de octubre de 1734, durante la rebelión de los pericúes en Añiñí.

Los primeros contactos entre europeos y pericúes se dieron en la década de 1530, cuando Fortún Jiménez y otros amotinados de una expedición enviada por Hernán Cortés —conquistador del centro de México— alcanzaron Airapí. Poco tiempo después, hizo lo propio el mismo Cortés en persona (Mathes 1973). Encuentros esporádicos —algunas veces amistosos y otras, hostiles— ocurrieron con exploradores, misioneros, los marineros de los galeones de Manila y buscadores de perlas, todos ellos entre los siglos XVI y XVIII. 
Los jesuitas establecieron su primera misión evangelizadora permanente en Conchó en el año 1697, pero tardaron más de dos décadas en penetrar en la región de Los Cabos. Las misiones destinadas al servicio de los pericúes fueron establecidas en Airapí (1720), Añiñí (1724), y Añuití (1730). Un dramático revés para los jesuitas sobrevino en 1734, cuando comenzó la Revuelta de los Pericúes, que se convirtió a la postre en uno de los más grandes desafíos para los misioneros en la California. Dos de ellos fueron asesinados —Lorenzo Carranco en Santiago Añiñí, el 1 de octubre de 1734, y dos días más tarde, Nicolás Tamaral en San José del Cabo Añuití—, y el control jesuita en la región fue interrumpido por dos años (Taraval 1931). Los pericúes padecieron aún más, sin embargo, debido a las muertes ocasionadas por los combates contra los españoles y los efectos de las epidemias traídas por los conquistadores de Europa, lo que completó su exterminio. Por la época en que la Corona de España expulsó a los jesuitas de Baja California (1768), los pericúes ya habían desaparecido como pueblo y cultura, aunque una minoría de sus descendientes sobreviven entre la población mestiza del sur de Baja California.

## Aspectos culturales

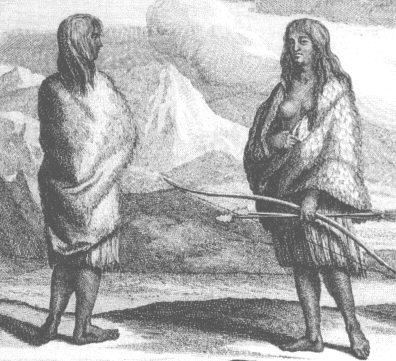
Mujeres californias, con sus atuendos tradicionales: un faldellín de mechones y en ocasiones, una piel para cubrir su torso. Una de ellas lleva arco y flechas.

Los pericúes son conocidos básicamente por los relatos de los primeros visitantes europeos. (Laylander 2000; Mathes 2006). Los más detallados de estos relatos fueron escritos por expedicionarios ingleses que estuvieron algún tiempo en Cabo San Lucas entre 1709 y 1710, y en 1721 (Andrews 1979).

### Cultura material
Se dice que los pericúes eran muy buenos navegantes y pescadores. La base de su sociedad era la explotación de los recursos marítimos, y se alimentaban de ostras, pescado y mamíferos marítimos. Los recursos de la tierra incluían al maguey, la pitaya, y el venado. Como eran un pueblo cazador-recolector, no practicaban la agricultura.

### Organización social
La división social del trabajo entre los pericúes estaba basada principalmente en la distinción de género y edad. Fueron reputados como monógamos y polígamos al mismo tiempo. Sus comunidades eran políticamente independientes. Las posiciones de liderazgo eran hereditarias y las mujeres podían acceder a ellas. Al parecer, la guerra entre comunidades o con otros grupos étnicos era frecuente. Los conflictos con sus vecinos los guaicura eran crónicos.

### Religión
Se muestran unos fragmentos de la mitología que les permitían curar las enfermedades. Los ritos funerarios eran particularmente elaborados, como lo muestran los descubrimientos de Harumi Fujita en la bahía de La Paz. En el yacimiento llamado El Conchalito, Fujita encontró un entierro donde el personaje central parece haber sido inhumado en dos etapas: una al morir, y otra después de una exhumación, cuando estaba en estado de descomposición. Tras este acto, el cuerpo debió ser cortado a la altura de la vértebra lumbar. Los entierros de la bahía de La Paz contienen muy pocos objetos asociados, entre los que hay que contar adornos corporales y herramientas.